# جایزه بزرگ اسپانیا ۱۹۶۸
جایزه بزرگ اسپانیا ۱۹۶۸ (انگلیسی: ‎1968 Spanish Grand Prix‎) یک مسابقهٔ موتوری در رشتهٔ اتومبیل‌رانی فرمول یک بود که در تاریخ ۱۲ مهٔ ۱۹۶۸ در پیست دل جاراما واقع در مادرید، اسپانیا برگزار شد. این گراند پری در میان ۱۲ گراند پری در فصل ۱۹۶۸، مسابقهٔ شمارهٔ ۲ بود.
در این مسابقه که در ۹۰ دور و به مسافت ۳۰۶٫۳۶۰ کیلومتر (۱۹۰٫۳۶۳ مایل) برگزار شد، پول پوزیشن توسط کریس ایمون کسب شد و سریع‌ترین زمان برای طی یک دور پیست که برابر با ۱:۲۸٫۳ بود نیز توسط ژان-پیر بلتویز به ثبت رسید.
گراهام هیل از تیم لوتوس-فورد، دنی هیولم از تیم مک‌لارن-فورد و برایان ردمن از تیم کوپر-بی‌آرام به‌ترتیب مقام‌های اول تا سوم مسابقه را کسب کردند.

## رده‌بندی قهرمانی پس از مسابقه
|       | جایگاه | راننده      | امتیاز |
| ----- | ------ | ----------- | ------ |
| ۱     | ۱      | گراهام هیل  | ۱۵     |
| ۱     | ۲      | جیم کلارک   | ۹      |
| ۲     | ۳      | دنی هیولم   | ۸      |
| ۱     | ۴      | جوهن رایندت | ۴      |
| ۶     | ۵      | برایان ردمن | ۴      |
| منبع: |        |             |        |

|       | جایگاه | سازنده      | امتیاز |
| ----- | ------ | ----------- | ------ |
|       | ۱      | لوتوس-فورد  | ۱۸     |
| ۱۲    | ۲      | مک‌لارن-فورد | ۶      |
| ۱     | ۳      | برابام-رپکو | ۴      |
| ۵     | ۴      | کوپر-بی‌آرام | ۴      |
| ۲     | ۵      | فراری       | ۳      |
| منبع: |        |             |        |

یادداشت
- تنها پنج جایگاه نخست از هر رده‌بندی نمایش داده شده‌است.